# Болівія
Болі́вія (ісп. Bolivia, кеч. Buliwya, айм. Wuliwya, гуар. Volívia), офіційно Багатонаціона́льна Держа́ва Болі́вія — держава в центральній частині Південної Америки. На півночі і на сході межує з Бразилією, на південному сході — з Парагваєм, на півдні — з Аргентиною і на заході — з Чилі й Перу.

## Загальна інформація
Офіційна столиця держави — Сукре (місцева назва Чукісака), однак резиденція уряду перебуває в Ла-Пас (місцева назва Чукіяпу).
Болівія простягнулася на 1503 км з півдня на північ та на 1265 кілометрів зі сходу на захід.
Межує на півночі та сході з Бразилією, на південному сході — з Парагваєм, на півдні — з Аргентиною, на південному заході — з Чилі та Перу.
Болівія багата на природні ресурси (передусім олово, нафта, природний газ; також є цинк, сурма, вольфрам, срібло, свинець, мідь, золото, бісмут), але висока витратність виробництва, нестача інвестицій, проблеми з внутрішнім транспортом і відсутність виходу до моря обмежують її розвиток. Болівія залишається однією з найбідніших країн Південної Америки.

## Природа
За характером рельєфу Болівія поділяється на південно-західну — гірську (бл. 1/3 площі країни) і північно-східну — переважно рівнинну частини. Гори Болівії належать до системи Анд, що досягають тут найбільшої ширини — близько 650 кілометрів, і складаються: з хребта Західна Кордильєра (г. Сахама 6780 м), Кордильєри Реаль (г. Ільямпу 7014 м), Центральної і Східної Кордильєри (до 5000 м) та міжгірного плато — Альтіплано (3700—4100 м). У горах Болівії багато згаслих і діючих вулканів. Рівнинні райони Болівії поступово знижуються на північний схід і переходять в Амазонську низовину. На південному сході, на вододілі басейнів Амазонки і Парагваю, невисокі нагір'я (до 1425 м).
Клімат районів Анд — гірський, напівпустельний і пустельний з прохолодними літом і зимою — середньомісячні температури протягом року коливаються від +2 до +18 °C, невеликою кількістю опадів (50—600 мм), значними добовими коливаннями температур. У рівнинних районах клімат вологий тропічний — середньомісячні температури протягом року +20, +28 °C, опадів 1500—2000 мм на рік. 
Річки внутрішніх гірських районів належать до басейнів безстічних озер — Тітікака, Поопо та ін. Річки сх. районів — до басейну Амазонки (найбільші з них Маморе і Бені — притоки Мадейри) та Парагваю (найбільша — Шлькомайо).
У горах і міжгірних плато рослинність напівпустельна: шорсткі трави, колючі чагарники. Серед тваринного світу з ссавців характерними є вікунья, гуанако, із гризунів — шиншила, моко (гірська свинка), з птахів — кондор. На рівнинах — вологі тропічні ліси і савани з багатими й різноманітними рослинністю і тваринним світом.

## Населення

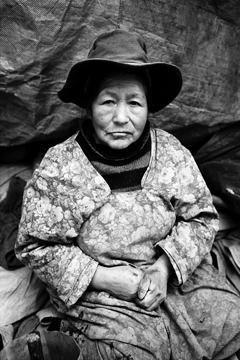
Мануель Рівера-Ортіс: Вдова шахтаря, Потосі, Болівія (2004)

Болівія одна з небагатьох країн Америки, де індіанці, в основному кечуа та аймара, складають понад половину населення. Другою за чисельністю групою є метиси та креоли. Більшість населення сконцентровано в гірських районах. Державна і літературна мова іспанська. Серед віруючих болівійців переважають католики. Найбільші міста Ла-Пас, Сукре, Кочабамба, Оруро.

## Адміністративно-територіальний устрій

Адміністративний поділ Болівії

Болівія складається з 9 департаментів і 98 провінцій. Нова редакція Конституції (2009) перетворила департаменти в «автономні регіони з окремими урядами». Окрім провінційних урядів, створено також загальнонаціональне Віцеміністерство з питань адміністративно-територіальних справ. Проблему адміністративно-територіального устрою Болівії в історичному порівнянні та відповідно до Закону про децентралізацію (1995) розглянув український політолог і юрист В. М. Мельник у брошурі «Болівія: політична історія та конституційне право» та в ряді наукових статей.
| № | Департамент | Адміністративний центр  |
| - | ----------- | ----------------------- |
| 1 | Бені        | Тринідад                |
| 2 | Чукісака    | Сукре                   |
| 3 | Кочабамба   | Кочабамба               |
| 4 | Ла-Пас      | Ла-Пас                  |
| 5 | Оруро       | Оруро                   |
| 6 | Пандо       | Кобіха                  |
| 7 | Потосі      | Потосі                  |
| 8 | Тариха      | Тариха                  |
| 9 | Санта-Крус  | Санта-Крус-де-ла-Сьєрра |

## Економіка

### Природні ресурси
Економіка країни наприкінці XX ст. відчула страшних коливань через падіння цін на олово, поганих врожаїв та виплати боргів Міжнародному банку, все це призвело до страшної інфляції. Хоча Болівія отримувала дуже велику іноземну допомогу, технічну підтримку та позики Міжнародного банку протягом ряду років, величезні проблеми, що не мають швидких або легких вирішень продовжують стояти перед урядом.
Державна гірнича корпорація «Comibol» проголосила про важкі втрати та падіння виробництва у 1980-х роках, коли через перевиробництво олова у світі закрили 2/3 шахт і звільнили з шахт велику кількість робітників.
Початок розробки нафтових ресурсів Болівії датується 1920 роком, коли Стандартна нафтова компанія Нью-Джерсі придбала концесію на дослідження та експлуатацію зони південно-східної Болівії. Ряд маленьких родовищ нафти був виявлений тут, але ця компанія була націоналізована у 1937 році та на її базі утворили YPFB (Yacimientos Petroliferos Fiscales Bolivianos).
У середині 1950-х років компанії США відновили розробку нафти у Болівії. 1956 року Болівійська Компанія видобутку нафти (відділення американської корпорації) почала успішну розробку нафти та природного газу в районі Санта-Крус. У 1966 році почали експортувати нафту у південну Каліфорнію, через трубопровід YPFB з Болівії у Тихоокеанський порт Арика (Чилі), а також підвищувати обсяг продажу на внутрішньому ринку та в Аргентині. Однак політична невизначеність розладнала цю промисловість — в 1969 році Болівія знов націоналізувала нафтовидобувну компанію.
Хоча з 1972 року Болівія знову стала заохочувати іноземні нафтові компанії, виробництво продовжувало падати через нестачу інвестицій та невдалі спроби повернути втрачену довіру. Підвищення внутрішнього споживання наприкінці XX сторіччя примусило імпортувати частину нафти і призвело до нової хвилі співпраці Болівії з іноземними нафтовими компаніями.
Виробництво природного газу стало успішнішим, і з падінням світового попиту на олово наприкінці 1980-х та у 1990-х роках, газ став найважливішим експортним товаром Болівії, який до середини 1980-х рр. давав більше половини всіх офіційних прибутків. Головний споживач природного газу — Аргентина. Великі родовища газу сконцентровані в районі Санта-Крус.
Болівія багата й іншими природними ресурсами, зокрема, володіє великим гідроелектричним потенціалом, який мало використовується.

### Промисловість
Промисловий сектор стрімко розвивався, починаючи з 1950-х років, але залишається невеликим, попри деякі переваги від членства Болівії у Андській групі (регіональній торговельній організації). Тим не менше, історично сформовані галузі як обробка мінералів (в тому числі очищення нафти) та обробка сільськогосподарських продуктів продовжують домінувати в болівійській промисловості. У 1970-х роках у промисловості було зайнято близько 10 % робочого населення, але ця пропорція зменшилася у 1980-х роках. Болівійський видобуток олова базується головним чином на видобутку з шахт, що часто знаходяться на великій глибині та побудовані в важких, віддалених районах східних Кордильєр, до того ж вони знаходяться на великій висоті. Руди з низьким вмістом олова тяжко очищати. Зараз заводи Болівії обробляють руди, в яких вміст олова менше 1 %. Болівійські плавильники зараз виробляють та концентрують прості мінерали, що містять олово, але складніші руди доводиться експортувати для виплавки в інші країни.
Харчова промисловість охоплює борошномельну промисловість, молочне виробництво та переробку молока, очищення цукру, пивоваріння та виготовлення алкогольних напоїв. Інші галузі промисловості: машинобудування, виробництво текстилю, взуття, меблів, скла, цегли, цементу, паперу, та широкого асортименту товарів народного споживання для внутрішнього ринку з невеликою купівельною можливістю споживачів. Близько 2/3 болівійської промисловості знаходиться в Ла-Пасі та його околицях, а також у районі Кочабамба.
Існує суттєва конкуренція з боку імпортерів бразильських, аргентинських, та перуанських промислових товарів, а також від контрабандних товарів. Останні є здебільшого товарами з сусідніх країн та США, що можуть продаватися дешево, бо уникають мита.
Болівія має надлишкові джерела енергії, особливо гідроелектричний потенціал, але споживання електроенергії на душу населення залишається низьким. Національна електрична компанія (Empresa Nacional de Electricidad) головним чином постачає електроенергію у великі міста та шахти. Гідроелектростанції обслуговують Ла-Пас, Кочабамбу, Оруро.
Міста Санта-Крус-де-ла-Сьєрра, Сукре, Тариха і Тринідад живляться тепловою енергією, що є побічним продуктом спалювання нафтопродуктів на ТЕС. Більш ізольовані центри на сході отримують електроенергію за рахунок невеликих автономних генераторів.

### Сільське господарство
Приблизно половина робочого населення задіяна у сільському господарстві (включаючи невелику кількість мисливців, лісників та рибалок), але на фермерство припадає тільки 27 % валового продукту. Селянський ринок краще розвинений у північних містах та великих транспортних центрах на Альтіплано та навколо Кочабамби. Окрім того, фермерство залишається широко розповсюдженим в Андах.
Картопля є основною культурою північного Альтіплано. Дві важливі зернові культури, що визрівають на висоті Анд, обидві досить високо поживні, — це кіноа та canahu (Chenopodium pallidicaule).
Як тяглова сила на сільськогосподарських ділянках в Андах використовуються лами та альпаки, які спокійно піднімаються в гори, де виконують різноманітні сільськогосподарські функції, хоча використання лами як в'ючної тварини зменшилося зі зростанням кількості автомобільного вантажного транспорту.
В Юнгас виняткові за якістю кава, какао, цитрусові, банани, авокадо, ананаси, манго, папая, дині, чилійські перці, солодка картопля (ямс) та маніоки.
Різноманітність сільськогосподарських культур, що можна було б вирощувати на продаж, обмежується поганими шляхами, ізольованістю та бідним ринком. Тільки кока має великий міжнародний ринок.
У теплому сприятливому кліматі Валлеса ростуть кукурудза, пшениця, ячмінь, люцерна, виноград, персики та різні овочі, пасуться вівці і худоба. Цей регіон іноді називають «садом Болівії», тому що він вирізняється родючістю, систематичним зрошенням та постійно зростаючими врожаями.
На сході, навколо Санта-Круса росте цукрова тростина, рис, бавовна, пасеться рогата худоба, яка є важливим видом продукції, яку споживає, як правило, внутрішній ринок. Тут також збереглися великі ранчо. Цінні тропічні дерева ростуть в лісах Чако та в північних дощових лісах, але велика відстань до ринку та конкуренція постачальників, що користуються доступнішими місцевостями поза Болівією, обмежують експлуатацію, тим самим рятуючи ліс від знищення та втрати різноманіття.

## Зовнішня торгівля
Експорт металів (головним чином олова, але також цинку, срібла та вольфраму) традиційно переважав у торгівлі Болівії. З крахом світового ринку олова у 1980-х роках, природний газ став переважати в експорті. Корисні копалини і природний газ становлять разом понад 80 % законної експортної торгівлі Болівії. Сільськогосподарський експорт включає каву, цукор та деревину, разом з невеликою кількістю дикого каучуку, бразильських горіхів та шкіри.
Основну частину імпорту складають промислові продукти. Машини та обладнання для промисловості та транспорту — головні категорії. До інших важливих категорій імпорту входить сировина, споживчі товари та харчові продукти. Найбільшими торговельними партнерами є Аргентина та США, але значна торгівля також ведеться з іншими південноамериканськими країнами, Великою Британією, Німеччиною та Японією.
Незаконна торгівля кокаїном стала значним елементом болівійської економіки. Листя місцевого чагарнику коки споживали андські індіанці сторіччями для захисту від холоду та для задоволення. Невелика кількість коки легально експортувалася для медичних цілей протягом багатьох років. Безпрецедентне розширення вирощування коки в Юнгасі, та особливо в регіоні Чапаре (північний схід від Кочабамби) почалося в 1960-х роках разом з раптовим зростанням незаконного міжнародного ринку кокаїну. Оскільки потреба в кокаїні зросла в Північній Америці та Європі в 1970-х та 1980-х роках, болівійські фермери швидко усвідомили, що жодна інша сільськогосподарська культура не може конкурувати з кокою за прибутковістю. Вона стала ідеальним продуктом, що приносить великий прибуток — легко вирощується і легко транспортується у вигляді сухого листя або готового для контрабандного вивозу з країни порошку. На всьому сході розсіянні льотні смуги, що призначені для контрабандного вивезення кокаїну.
1/3 світового урожаю коки зростає в Болівії (1/4 — в болівійському регіоні Чапаре). Спроби уряду скоротити площі під коку не мали успіху. Посіви коки безперервно збільшуються. Експорт наркотиків забезпечив величезне доповнення до валового національного продукту країни.
Через те, що вирощування коки дає селянам і уряду величезний прибуток, а нелегальним дилерам — шалені прибутки, торгівлю кокаїном стало майже неможливо побороти.

## Міжнародні відносини
Головні партнери Болівії в міжнародних відносинах — країни Південної Америки, але розвиваються стосунки і з рештою держав світу. Дипломатичні відносини між Болівією та Україною встановлені 8 лютого 1992 р.

## Збройні сили Болівії
26 червня 2024 року військова хунта силами армійських підрозділів захопила президентський палац у Ла-Пасі.

## Туризм
Туризм ще не дає суттєвого внеску в економіку, але сприяє розвитку відповідної інфраструктури — наприклад, поліпшення готельних умов (особливо в Ла-Пасі).
Нещодавно Болівію внесли до популярного туру Південною Америкою, який привертає туристів зі США, Європи та Японії.
Найбільшу зацікавленість іноземних туристів викликають озеро Тітікака та його околиці (зокрема, рибальство); руїни інкських споруд на острові Сонця; доінкські руїни в Тіауанако; індіанське життя в Альтіплано.
Ще одна туристична траса пролягає через Кордильєри в джунглі Юнгаса. Цей маршрут є дуже популярним, бо протягом кількох годин можна милуватися дивовижними краєвидами та відчувати кліматичний контраст Анд.